# Alexandre Dgebuadze
Alexandre Dgebuadze (georgisch ალექსანდრე დგებუაძე, Aleksandre Dgebuadse; * 21. Mai 1971) ist ein belgischer Schachmeister, der bis 2000 für Georgien gespielt hat.

## Leben
1990 gewann er die Einzelmeisterschaft der Georgischen Sozialistischen Sowjetrepublik. Dreimal, 2002, 2005 und 2007, gewann er die belgische Einzelmeisterschaft. Einige seiner Turniererfolge im Einzelnen: 1. Platz beim Turnier in Lohmar (1999), 2. Platz beim 9. Sonnevanck Turnier in Wijk aan Zee (2000), 2. Platz bei der belgischen Meisterschaft in Charleroi (2001), 1. Platz beim 3. IM Turnier in Gent (2001), 1. Platz bei der belgischen Meisterschaft in Geel (2002), 2. Platz hinter Geert Van der Stricht bei der belgischen Meisterschaft in Eupen (2003), 2. Platz (punktgleich mit dem Sieger Bart Michiels) bei der belgischen Meisterschaft in Westerlo (2004), 1. Platz bei der belgischen Meisterschaft in Aalst (2005), 1. Platz bei der belgischen Meisterschaft in Namur (2007), 2. Platz bei der belgischen Meisterschaft in Eupen (2008), 3.–4. Platz beim TIPC Turnier in Charleroi (2008) und 2. Platz bei der belgischen Meisterschaft in Namur (2009).
1995 wurde er Internationaler Meister, seit 2000 trägt er den Großmeister-Titel.

## Nationalmannschaft
Dgebuadze nahm mit der belgischen Nationalmannschaft an der Schacholympiade 2012 teil.

## Vereine
Dgebuadze spielt in Belgien seit 2016 für die Schachfreunde Wirtzfeld, nachdem er zuvor für den KSK Rochade Eupen-Kelmis aktiv war. Er wurde 2018 belgischer Mannschaftsmeister. In Frankreich spielte er bis 2005 für Echecs de Sautron, in der niederländischen Meesterklasse von 2001 bis 2004 für BIS Beamer Team und seit 2018 für En Passant Bunschoten-Spakenburg, in der britischen Four Nations Chess League von 2003 bis 2007 für die North West Eagles und in der deutschen Schachbundesliga von 2008 bis 2012 für den SC Remagen.
In Georgien spielte er für die Mannschaft von Nona Zugdidi, mit der er am European Club Cup 1997 teilnahm.